# Limpa-palato

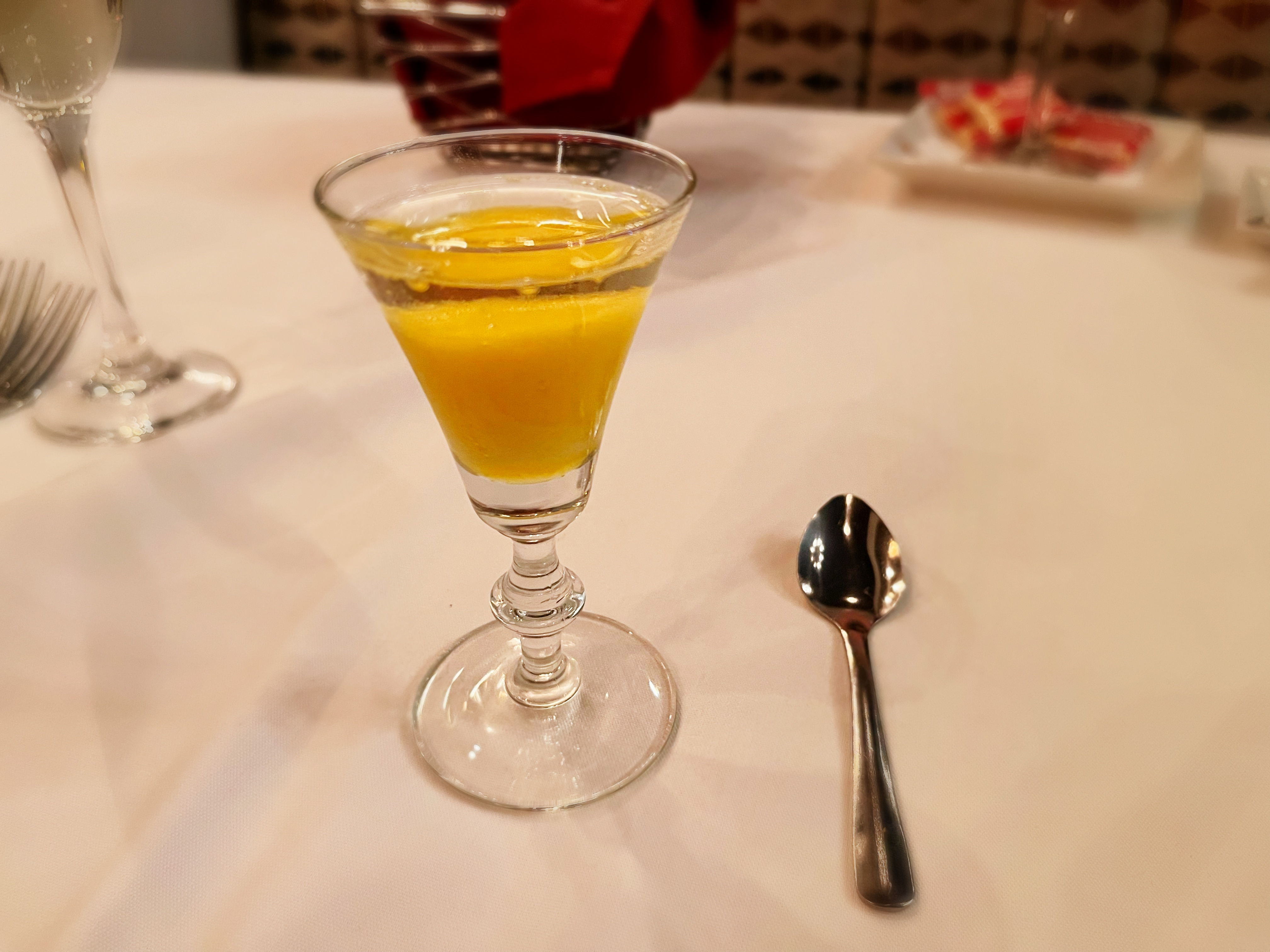
Um gelado de manga e espumante para limpar o paladar no Boomtown Steakhouse em Verdi, Nevada.

O limpa-palato é um alimento ou bebida, servido entre pratos, para neutralizar os sabores e preparar o paladar para o próximo.
É frequentemente usado em degustações de vinhos, queijos ou outros sabores fortes. O gengibre em conserva é usado como um limpa-palato entre as peças de sushi.
Os limpa-palatos tradicionais franceses incluem gelado, pão, fatias de maçã, salsa e hortelã.
Bamia é um ensopado tradicional da Anatólia que às vezes é servido como um limpa-palato entre pratos de comida em cerimónias.